# أندريا ناليني
أندريا ناليني (بالإيطالية: Andrea Nalini)‏ (20 يونيو 1990 بنابولي في إيطاليا - ) هو لاعب كرة قدم إيطالي في مركز مهاجم ‏.

## وصلات خارجية
- أندريا ناليني على موقع قاعدة بيانات كرة القدم.إي يو (الإنجليزية)
- أندريا ناليني على موقع بيانات كرة القدم. دي إي (الألمانية)
- أندريا ناليني على موقع Soccerbase.com (لاعب) (الإنجليزية)
- أندريا ناليني على موقع Soccerway.com (الإنجليزية)
- أندريا ناليني على موقع عالم كرة القدم.نت (الإنجليزية)
- أندريا ناليني على موقع AS.com (الإسبانية)